# オニウシノケグサ
オニウシノケグサ（Festuca arundinacea）は、イネ科に分類される雑草の一種。ヨーロッパ原産だが、日本にも外来種として広く定着している。牧草として利用されるときは、英名のトールフェスク（Tall Fescue）で呼ばれることもある。

## 分布
ヨーロッパを原産地とする。
アフリカ、アジア（日本を含む）、オセアニア、南北アメリカに移入分布する。

## 特徴
0.5-2mほどの高さの多年草。小穂にある3-10個の小花には、長さ1-4mmの芒が基本的にあるが、脱落している場合もある。イネ科の近縁種はどれも似たような姿をしており、一般人には同定は難しい。
生育環境は道端や公園、畑、庭などさまざまで、どこにでもみられる。

## 外来種問題
日本で最初に導入されたのは1905年で、1960年代以降からケンタッキー31という品種名で牧草や法面緑化に利用するため導入が拡大した。今では北海道から沖縄県までの日本全国に定着し、シナダレスズメガヤやホソムギなどの外来牧草と並んで普通にみられる雑草となっている。
自然度の高い環境に侵入した場合、在来種と競争し駆逐する可能性がある。また、本種はほかのイネ科雑草と同様に花粉症の原因になる。
日本生態学会により日本の侵略的外来種ワースト100に選定されている。また、外来生物法に基づき要注意外来生物に指定されており、法的な規制はないものの、緑化植物としての利用は避けたほうが望ましい。日本緑化工学会の提言もあって本種の自然への悪影響は認知されるようになってきたが、別の外来植物を代用するだけで根本的な解決になっていないこともある。
本種以外にもヒロハウシノケグサ、ナギナタガヤ、ハガワリトボシガラといった同属の近縁種が外来種として日本国内に定着している。